# Внешний жёсткий диск

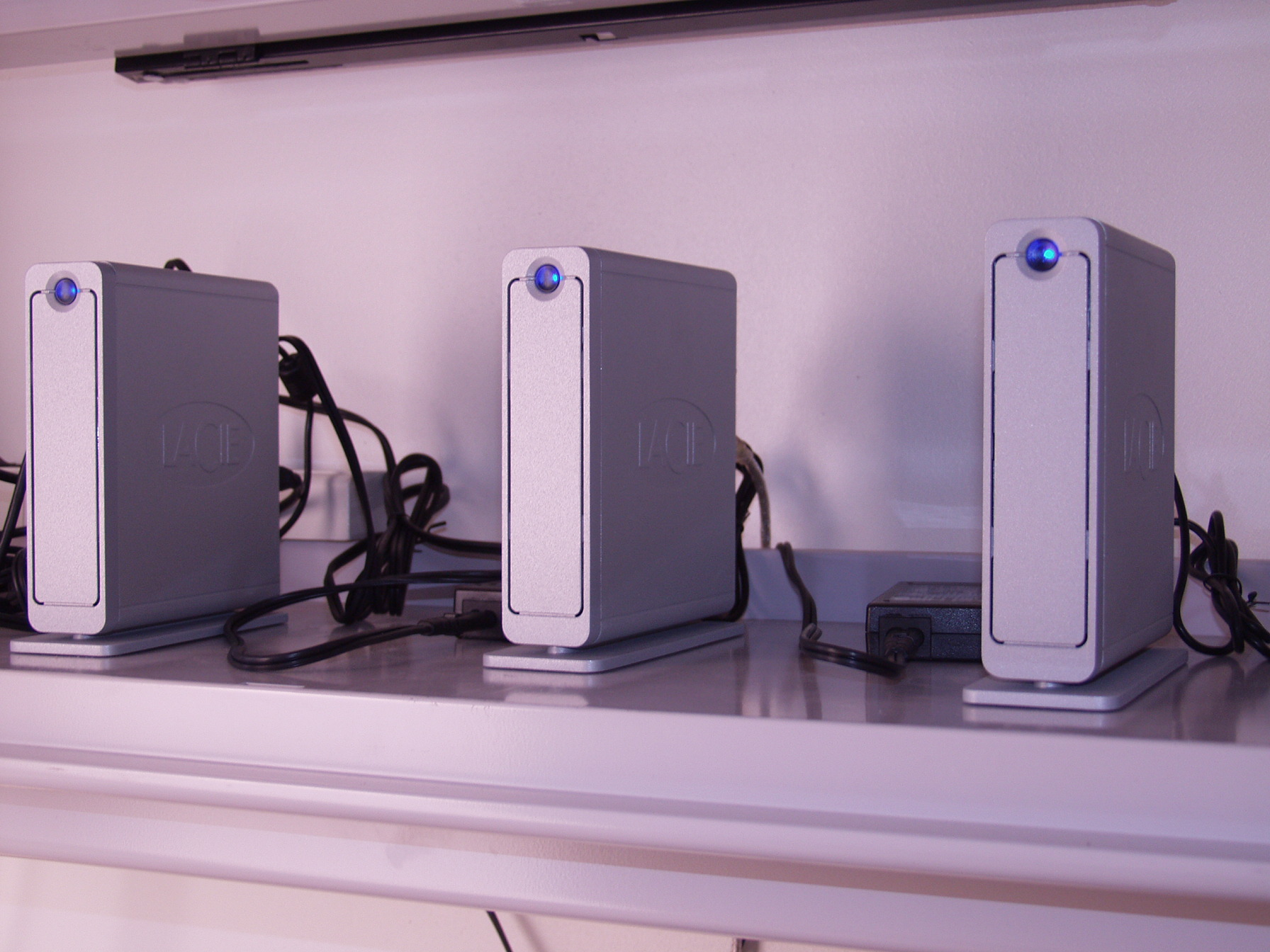
Внешние 3,5" корпуса с жесткими дисками с вертикальным расположением

Вне́шний жё́сткий ди́ск (англ. external hard drive) — портативное запоминающее устройство, которое подключается к внешнему интерфейсу компьютера, ноутбука, или мультимедийного цифрового устройства.
Название унаследовано от накопителей на жёстких магнитных дисках, при этом внешний жёсткий диск может представлять собой как собственно внешний жесткий диск (HDD), так и внешний твердотельный накопитель (SSD).
Внешние жесткие диски имеют значительную емкость и используются для резервного копирования информации, в качестве сетевого диска, или просто в дополнение к имеющимся на компьютере или мультимедийном устройстве внутренним запоминающим устройствам; они также подходят для перемещения файлов между разными устройствами чтения/записи, независимо от операционной системы.

## Описание
Внешний жесткий диск представляет собой защитный корпус с установленными в него внутренним накопителем информации (при необходимости подлежит замене) и платой-переходником с микроконтроллером (мост) согласовывающим интерфейсы подключения накопителя и интерфейс подключения внешних устройств компьютера, тем самым позволяя создать внешний переносной (периферийный) накопитель информации на базе внутренних накопителей информации, изначально рассчитанных на стационарное использование.
На корпусе снаружи кроме разъёма кабеля интерфейса могут быть индикаторы работы, дополнительный разъём для электропитания, кнопки включения/выключения, резервного копирования, а в корпусе иметься вентилятор охлаждения.
Работа с физическими и логическими дисками внешних накопителей в операционных системах не отличается от работы с таковыми внутренних запоминающих устройств.
Скорость чтения и записи для внешних накопителей с магнитными пластинами находится в диапазоне от 100 МБ/с до 200 МБ/с, в зависимости от плотности пластин и от того, вращаются ли они со скоростью 5400 об/мин или 7200 об/мин.
В отличие от накопителя на основе жесткого магнитного диска (HDD), который хранит данные на вращающихся пластинах, доступ к которым осуществляется с помощью движущейся магнитной головки, твердотельные накопители (SSD) использует набор ячеек флеш-памяти, подобных тем, которые составляют оперативную память компьютера, для сохранения данных; отсутствие движущихся частей обеспечивает более быстрый доступ к данным. Внешние твердотельные накопители обеспечивают скорость, превышающую 400 МБ/с.
Данные, хранящиеся в ячейках флеш-памяти, не только быстрее считываются и записываются, но и безопаснее. Поскольку нет вращающегося диска или движущейся магнитной головки, если ударить SSD во время доступа к его данным, нет риска, что файлы повредятся или станут нечитаемыми.
По размерам жесткие диски делится на: 1,8 дюйма, 2,5 дюйма и 3,5 дюйма.

## Интерфейсы подключения внешнего жёсткого диска

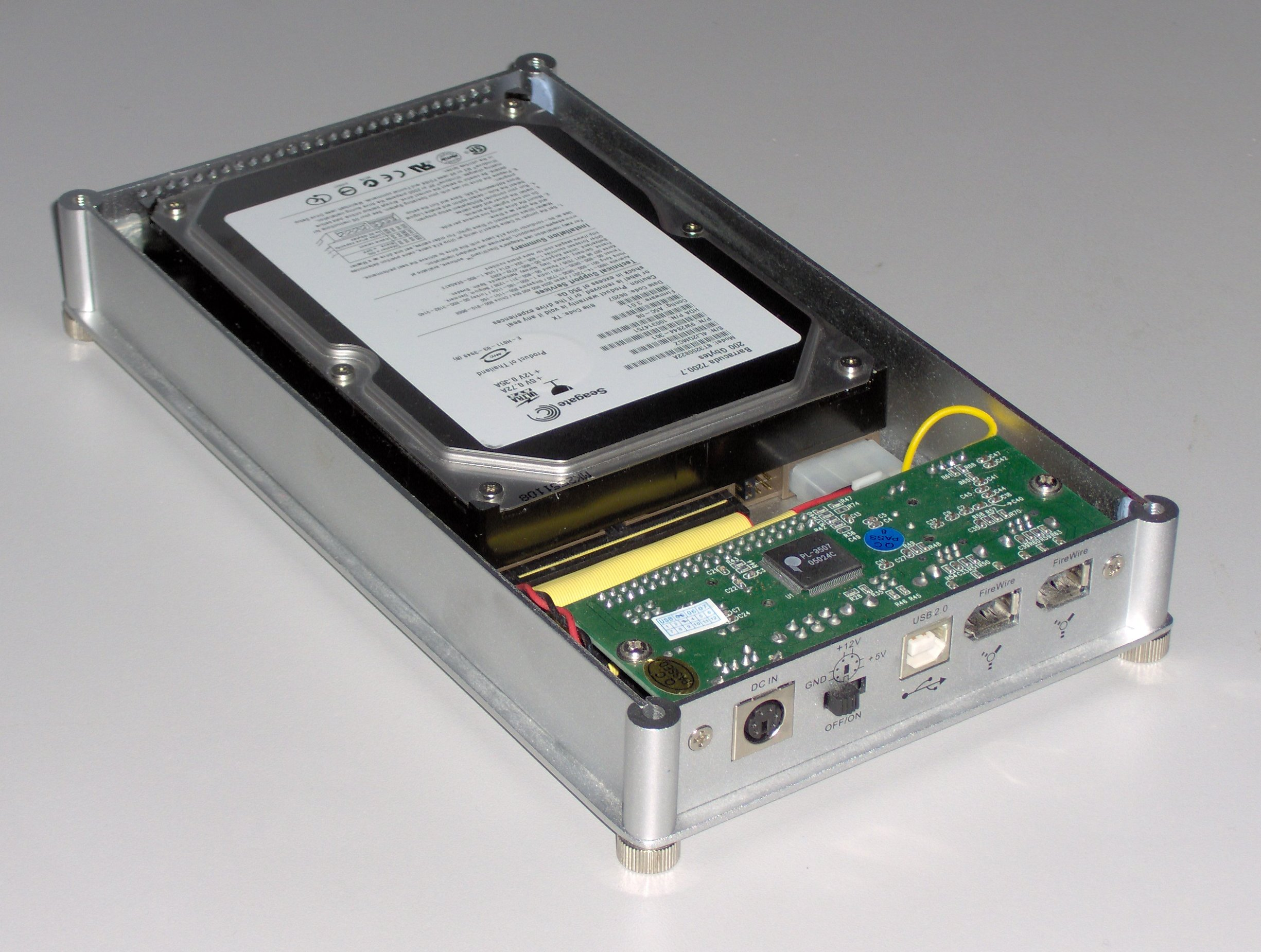
Интерфейсы подключения внешнего жёсткого диска

Внешние жесткие диски подключаются через соединение USB, Thunderbolt или по беспроводной сети. Более устаревшими вариантами подключения для накопителей на магнитных дисках являются eSATA или FireWire.
Скорость передачи данных внешних накопителей в определенной степени ограничена скоростью интерфейса.
В настоящее время самым быстрым из стандартно используемых типом подключения является Thunderbolt 3, поддерживаемый последними[уточнить] моделями ноутбуков Apple MacBook Pro и MacBook Air, а также на многих ноутбуках с ОС Windows 10. Этот интерфейс подключается к разъему USB Type-C (хотя не все порты USB Type-C поддерживают Thunderbolt 3) и обеспечивает пиковую пропускную способность до 40 Гбит/с. Накопитель, поддерживающий Thunderbolt 3, может также поставляться с дополнительными соединениями DisplayPort и USB, которые позволяют использовать дисковод в качестве концентратора для клавиатуры, мыши, монитора и других периферийных устройств. Преимущества скорости Thunderbolt 3 можно заметить только в том случае, если у подключается диск на основе SSD или многодисковый DAS на основе пластин, настроенный в массиве RAID. Для внешних накопителей на основе магнитных дисков Thunderbolt — скорее исключение, чем правило.

### Варианты реализации внешнего интерфейса
- Установка специального переходника, который подключается к штатному SATA разъёму диска. Так делает компания Seagate. Плюсом такого варианта является то, что в случае возникновения проблем с диском, этот USB-переходник можно отсоединить и подключить диск непосредственно по SATA интерфейсу к компьютеру;
- Установка на жёсткий диск специальной платы электроники, на которой нет SATA разъёма, а USB-контроллер и USB-порт распаяны непосредственно на плате электроники диска. Так делают компании Toshiba и Western Digital. Плюсом данного варианта является более компактный (на несколько миллиметров) размер внешнего корпуса. А основным минусом, что при возникновении проблем с диском, на него нужно будет устанавливать и адаптировать SATA плату, так как через USB-порт не проходят технологические команды и невозможно полноценно продиагностировать диск[12];

## Отличия от облачных хранилищ
Внешние жесткие диски в некотором смысле являются физическим аналогом облачного хранилища.
Многие пользователи используют облачные хранилища, такие как Google Drive, OneDrive, Dropbox и другие. Преимущество облачного хранилища — возможность получить доступ к файлам с клиента на любом устройстве с выходом в Интернет, в любом месте без специального оборудования, только зарегистрировавшись в аккаунте. Однако веб-сайт облачного хранилища подвержен риску кибератак (например, сервера могут быть целенаправленно перегружены DDoS-атакой, из-за чего хранилище становится недоступным), хищения конфиденциальной информации (потому её не рекомендуется хранить в «облаке») и ненадежности серверов.
Внешний жесткий диск используется локально, без подключения к интернету, и таким образом, безопаснее в плане хранения конфиденциальной информации и предоставляет пользователю надежный доступ к данным без необходимости доступа к Интернету.

## Галерея

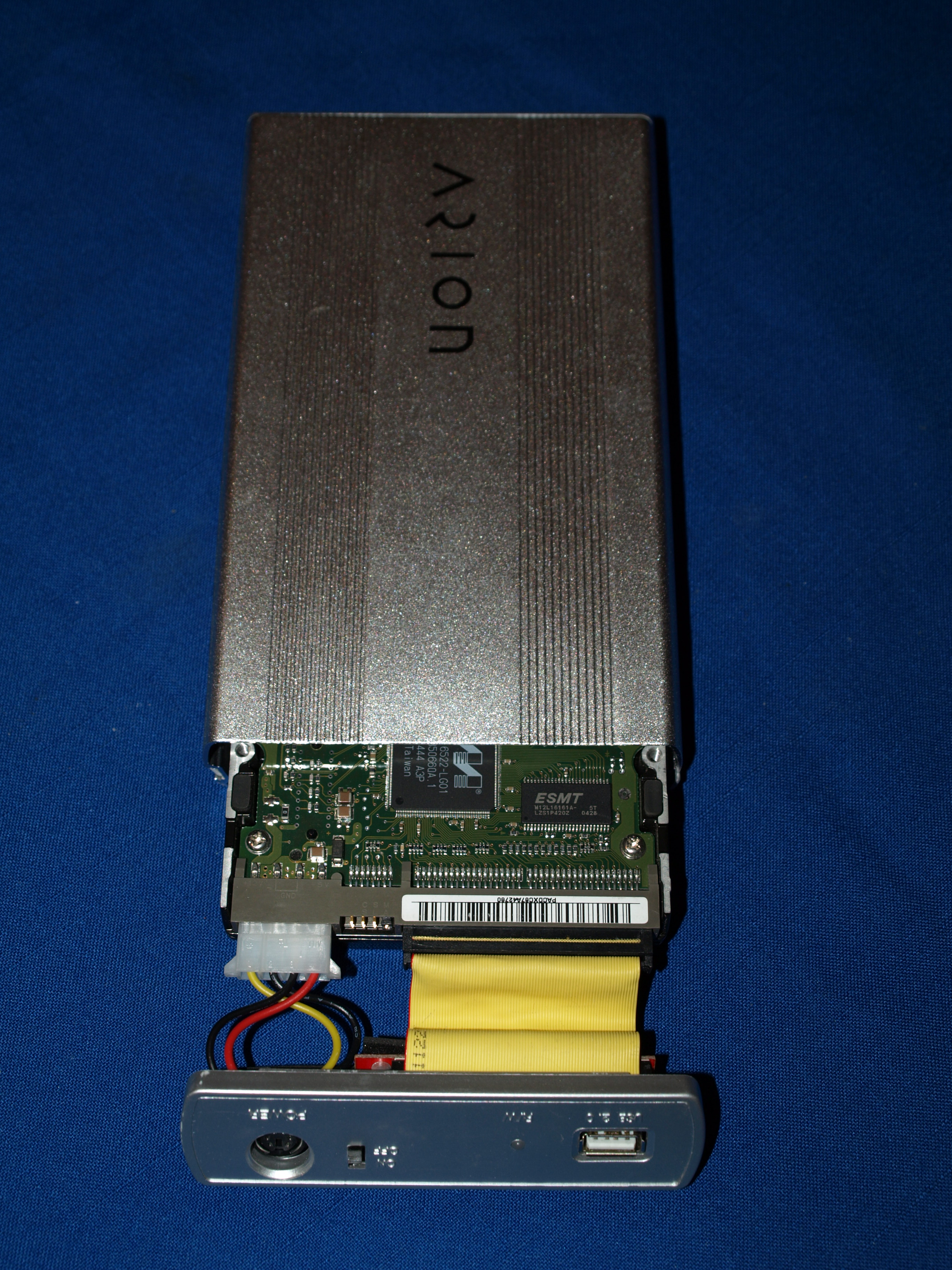
Внешний жёсткий диск с алюминиевым корпусом с 3,5" IDE HDD. На снятой крышке расположены разъём электропитания, гнездо USB 2.0, индикатор работы и выключатель
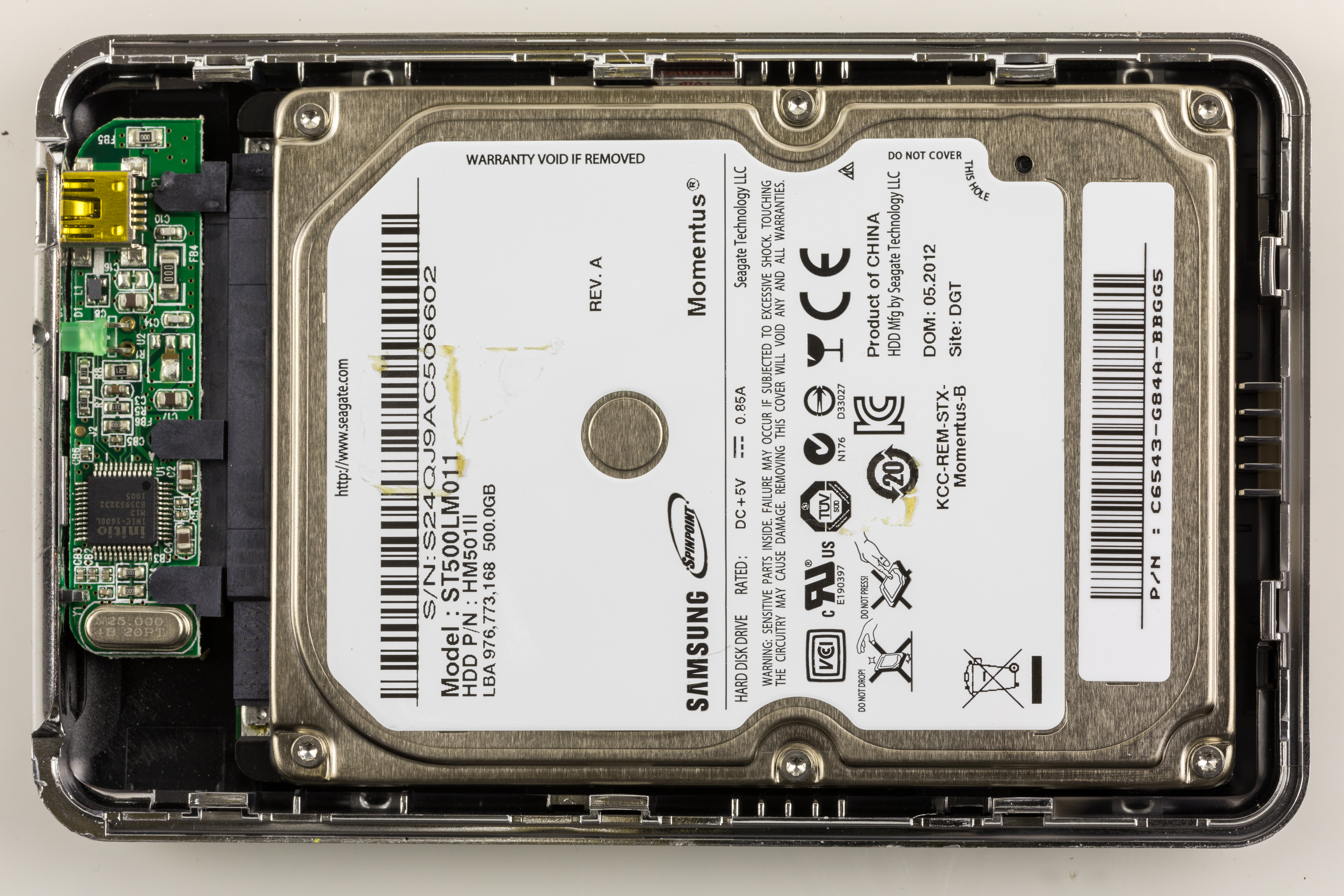
В корпусе внешнего жёсткого диска расположены 3,5" HDD и плата-переходник между интерфейсами SATA II и USB 2.0
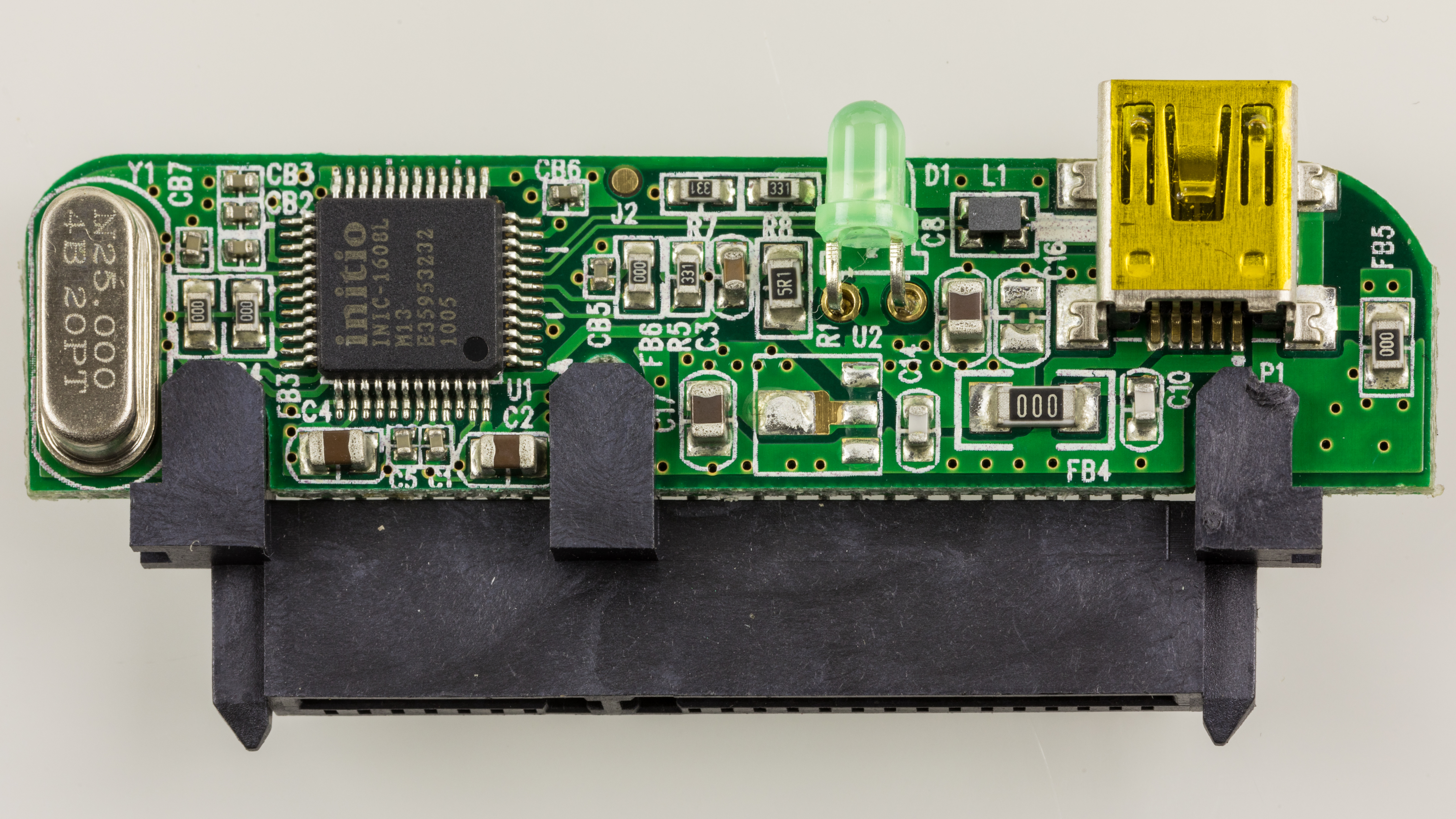
Плата-переходник внешнего жёсткого диска между интерфейсами SATA II и USB 2.0
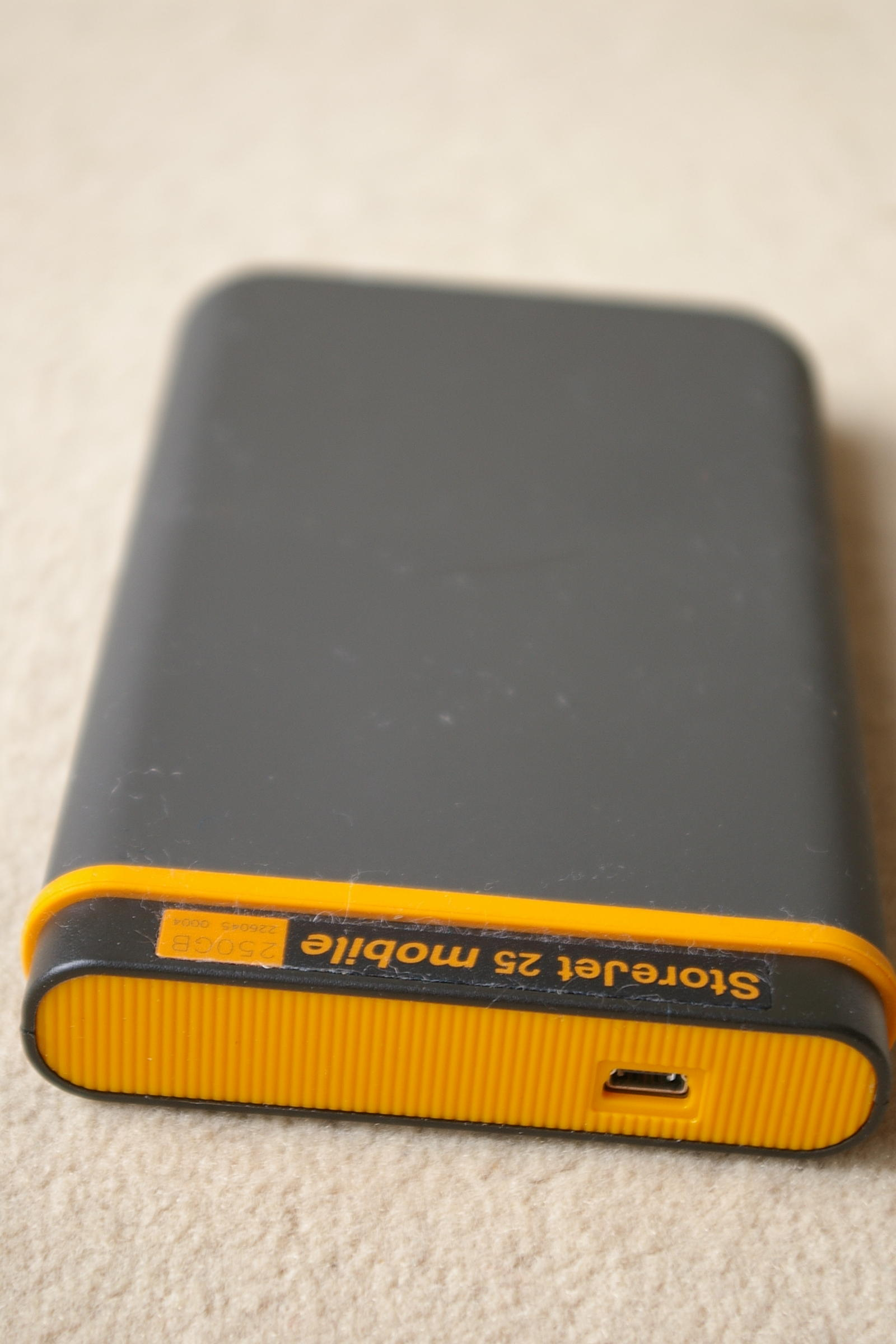
Внешний 2,5" жёсткий диск с пластмассовым прорезиненным корпусом и miniUSB-гнездом (тип B)
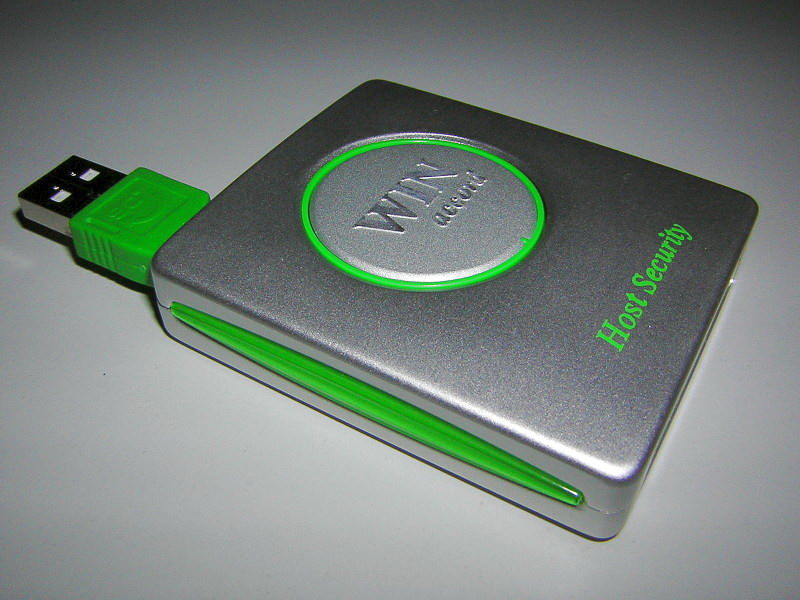
Внешний 2,5" жёсткий диск со встроенным откидываемым USB-разъёмом (тип A)
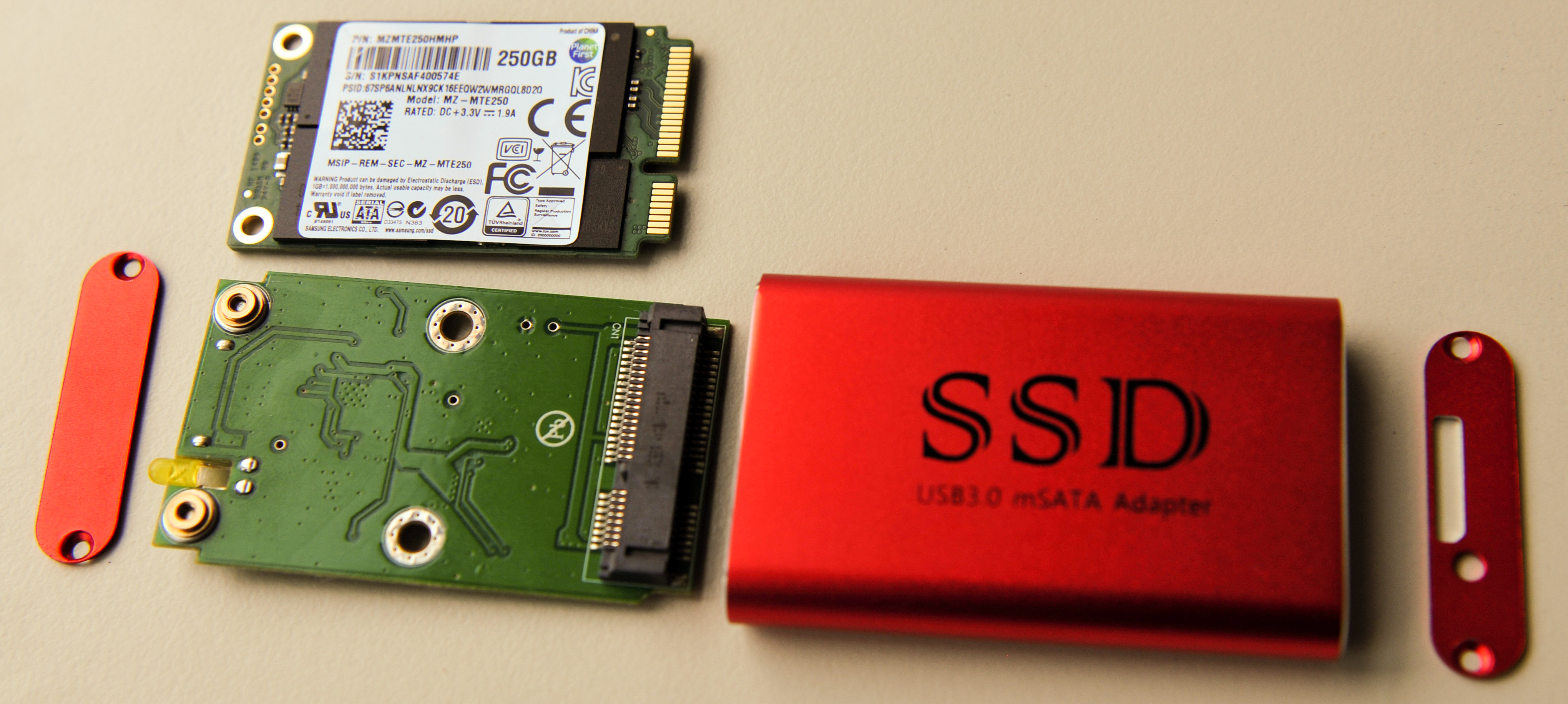
Разобранный внешний твердотельный накопитель с mSATA SSD и платой-переходником между интерфейсами mSATA и microUSB 3.0 (тип B)